# Lyon Hockey Club
Le Lyon Hockey Club, couramment appelé Lions de Lyon est est un club français de hockey sur glace basé à Lyon, dont l'équipe première à évolué en Ligue Magnus jusqu'à sa liquidation en 2019. L'équipe évolue depuis la saison 2023-2024 en division 2, le troisième échelon des compétitions masculines en France.

## Historique

### 1997-2000: les débuts
Le club est fondé en juillet 1997 à la suite de la liquidation judiciaire du Club des patineurs lyonnais en mai 1997.
Inscrit en 1997-1998 en Élite (première division française), le club finit troisième après avoir battu Rouen lors d'une série en 7 matchs. Les deux équipes étant à égalité 3 victoires partout, l'ultime rencontre se déroule dans la patinoire Charlemagne. La décision se fait à six secondes de la fin du temps réglementaire, alors que les deux équipes sont une nouvelle fois à égalité 3-3 et les Lyonnais obtiennent une qualification européenne.

### 2000-2009: de la D3 à la D1
En 2000, des difficultés financières provoque l'arrêt d'activité de la SAOS Lyon Hockey Élite ; l’Association Lyon Hockey club reprend la gestion des Lions qui évoluent en division 3.
Le club remonte en D2 la saison suivante puis en D1 en 2003.
Après une saison 2005-2006 et deux défaites en matchs de barrage contre Bordeaux, le LHC est relégué en Division 2. En 2007-2008, les Lions terminent deuxièmes du championnat de France de Division 2, après s'être inclinés en finale face à Nice. En 2008-2009, les Lions terminent quatrièmes du championnat de France de Division 2.

### 2009-2014: retour en Division 1
La SASP LHC Les Lions est créée le 30 avril 2009 avec Sébastien Berthet en tant que président du conseil d'administration de l'entreprise.
Lors de la saison 2009-2010, ils sont éliminés en quart de finale face à Anglet qui remporte ensuite le titre de champion de France et accède à la Division 1.
En 2010-2011, les Lions se hissent jusqu'en finale après avoir vaincu Annecy. Ils s'inclinent alors face à Dunkerque mais obtiennent leur place en Division 1. En 2011-2012, les Lions débutent en Division 1, se classant 6e, et décrochant leur place pour les séries éliminatoires. Ils échouent en quart de finale, face à l'équipe de Brest. En 2012-2013, le LHC termine 2e avec le même nombre de points que le premier, Brest, équipe contre laquelle il dispute la montée en Ligue Magnus mais perd les deux matchs (4-5 et 5-4 en prolongation).

### 2014-2019: la ligue Magnus
En 2013-2014, le LHC évolue en Division 1 depuis trois années. Le LHC termine 1er et dispute la montée en Ligue Magnus avec les Boxers de Bordeaux, l'équipe gagne son accès en Ligue Magnus grâce à ses victoires sur l'ensemble des trois matchs (4-1, 7-2 et 8-2).
En 2014, l'équipe signe un partenariat avec le Lightning de Tampa Bay, franchise de la Ligue nationale de hockey et son club école, le Crunch de Syracuse, qui évolue dans la Ligue américaine de hockey. Cette entente permet au club français d'accueillir en septembre 2014 et 2015 le camp d'entraînement du Crunch. Après une saison difficile, Lyon parvient à se maintenir face à Caen après avoir fini avant-dernier de la saison régulière.
La saison 2015-2016 sera particulièrement difficile. Le capitaine Mitja Sivic se blesse gravement au cours du premier match face à Épinal à la suite d'une mauvaise charge d'un défenseur spinalien, puis deux joueurs finlandais arrivés à l'inter-saison décident de repartir. En difficulté, le club se sépare de François Dusseau début 2016, remplacé par Mitja Sivic qui l'assistait depuis plusieurs semaines. L'équipe finira 12e, ne parvenant pas à éviter la poule de maintien. Handicapée par de nombreuses blessures, notamment celle du gardien titulaire Tommi Virtanen, et après une accumulation de contreperformances l'équipe termine finalement avant-dernière et est donc reléguée sportivement.
L'intersaison sera également compliquée, avec la fusion des clubs de Chamonix et MAG laissant une place libre en Ligue Magnus, Lyon espère un repêchage. Après plusieurs semaines d'attente, la place est finalement attribuée à Nice, champion de Division 1, qui n'avait pas réussi à battre Morzine en barrage quelques semaines plus tôt. Cependant l'équipe rhodanienne sera finalement repêchée à la suite du désistement surprise de Brest. L'équipe connaît également un grand remaniement puisque seulement 4 joueurs restent pour la saison 2016-2017 : Custosse, Correia, Breton et To-Landry. Côté encadrement Mitja Šivic est confirmé au poste d'entraineur et sera assisté par Eric Medeiros, ancien joueur-entraineur de Lyon et Valence.
Organisé par Sebastien Berthet et Jean-Michel Aulas, un Winter-Game a eu lieu au Parc Olympique lyonnais le 30 décembre 2016 pour une rencontre contre les Brûleurs de Loups de Grenoble, derby comptant pour le championnat de France, remportée par Grenoble 5 buts à 2. Par ailleurs le club, le 8 septembre 2016, annonce avoir signé un accord de partenariat majeur avec l'Olympique lyonnais et renouvelé son partenariat avec le Lightning de Tampa Bay ainsi que sa franchise du Crunch de Syracuse.
Début janvier 2017 l'équipe se qualifie pour les play-offs pour la première depuis son accession à l'élite, après un brillant parcours en Coupe de France (éliminé par Grenoble en demi-finale après un match très serré). Assuré de finir dans le top 5 au classement général, le club officialise la prolongation de Mitja Šivic à la tête de l'équipe pour une saison supplémentaire, toujours secondé par Eric Medeiros. Plusieurs lyonnais sont également sélectionnés par leur équipe nationale (Podlipnik, Koblar et Pintaric avec la Slovénie, Lipsberg avec la Lettonie) et le staff exprime son objectif d'avoir des joueurs sélectionnés en Équipe de France.

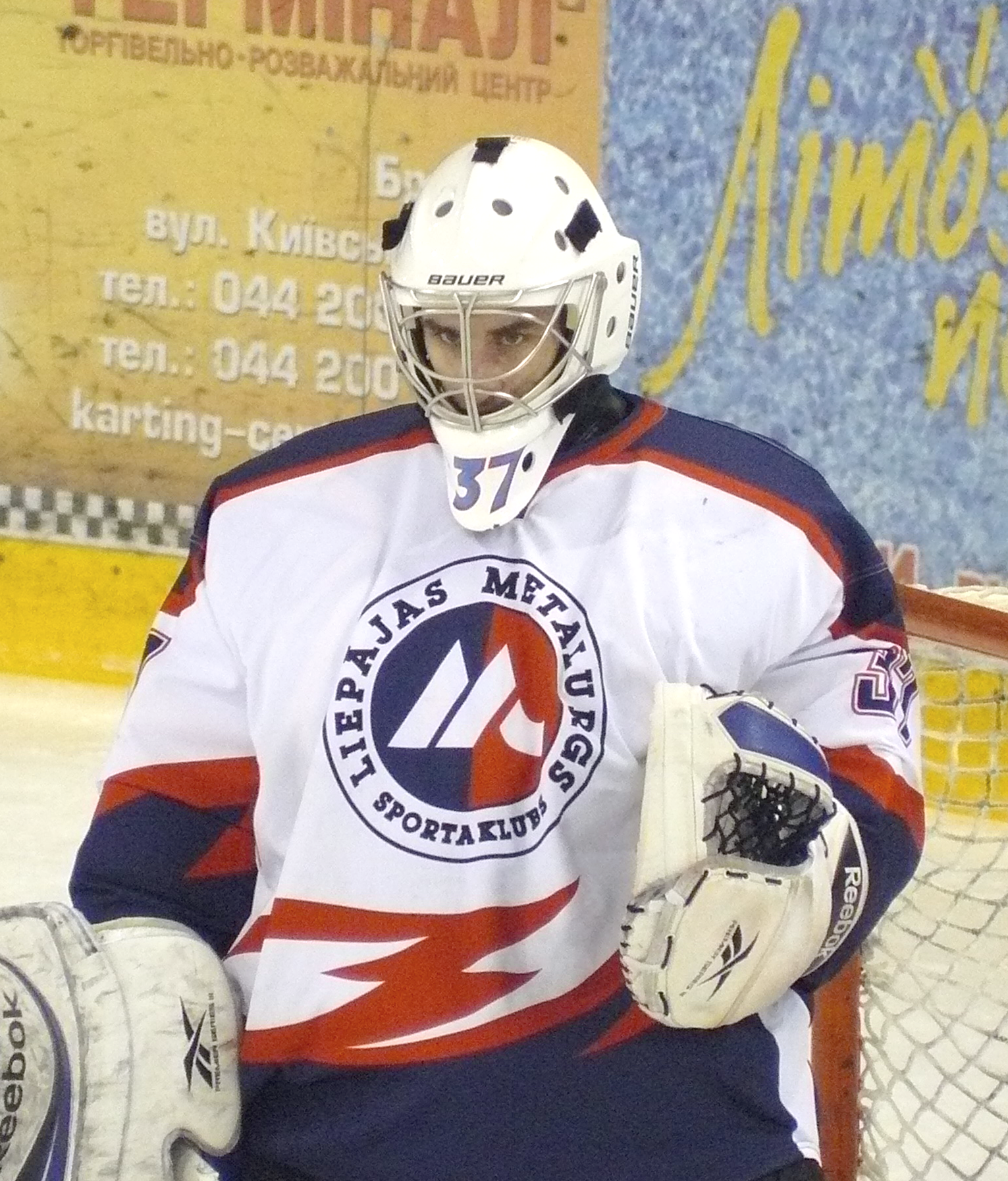
Māris Jučers remporte la Coupe de France 2018.

Le 28 janvier 2018, la finale de la coupe de France de hockey sur glace 2017-2018 oppose Les Lions aux Rapaces de Gap. Le premier but, en seconde période (35 min 45 s), est réalisé sur une déviation du palet par Norbert Abramov sur un tir de Jordan Sims. Après récupération de la rondelle, le second but lyonnais est l'œuvre de Dave Labrecque en cage vide à 64 secondes de la fin du match. Les Lions remportent la coupe sur un score de 2 à 0. Les lyonnais terminent à la cinquième place du classement général, se qualifiant ainsi pour la deuxième fois consécutive pour les séries éliminatoires mais sont encore éliminés en quart de finale, cette fois par Amiens en six rencontres. Julien Correia termine la saison co-meilleur pointeur du championnat avec un total de 58 points (18 buts et 40 aides) et remporte le trophée Albert-Hassler du meilleur joueur français lui permettant d'être convoqué pour la première fois en Équipe de France dans la liste élargie en préparation du mondial.
Durant l'intersaison 2018 Le duo Šivic-Medeiros est reconduit à la tête de l'équipe, et Valentin Michel prend également le rôle de préparateur physique. L'effectif est remanié, notamment en défense où seuls Jules Breton, Cédric Custosse et le capitaine Thomas Roussel sont conservés. La volonté d'étoffer l'effectif avec des internationaux[réf. nécessaire] se poursuit avec notamment les arrivées de Cédric Di Dio Balsamo et Vincent LLorca ainsi que les jeunes Pierre Robert et Alexandre Pascal récemment champions de France U20 avec Grenoble. En attaquant ce sont, entre autres, deux autres anciens gapençais titrés en 2017 qui rejoignent les lions : Branislav Rehus et Kyle Essery. Dans les buts, le slovène Rok Stojanovic arrivé en cours de saison remplace définitivement le letton Māris Jučers.

### depuis 2019: liquidation judiciaire et nouveau départ
En septembre 2019, l'inscription des Lions de Lyon en Ligue Magnus n'est pas validée par la Fédération française de hockey sur glace, pour raisons financières. Le club est rétrogradé en division 3, comme en 2000.
Le 22 octobre 2019, le tribunal prononce la liquidation judiciaire de la SASP LHC Les Lions. L'association LHC, non touchée par la liquidation, n'est pas en mesure d'engager une équipe du fait du jugement tardif et du coût non inscrit au budget ; mais forte de plus de 400 licenciés, elle annonce la création d'une équipe senior en D3 pour la saison 2020-2021.
Après trois saisons en D3, dont une annulée pour cause de crise sanitaire, les Lions remontent en D2 après leur deuxième place dans le carré final à domicile en 2023.

## Patinoire
La patinoire du club, appelée Patinoire Charlemagne, est implantée sur la presqu'île, proche de la confluence Rhône/Saône. Avec ses 4 200 places théoriques c'était la deuxième plus grande patinoire de Ligue Magnus derrière celle de Grenoble.
Le club comporte également une école de hockey pour les jeunes de 6 à 21 ans. La Patinoire Baraban est utilisée par l'école de hockey pour l'entrainement et les matchs des équipes de moins de 11 ans.

### Logos

Ancien logo
Logo de 2012 à 2019
Logo actuel

## Palmarès

### Compétitions nationales
- Coupe de France :
  - 2018[5]

| Date de la finale | Vainqueur     | Score | Finaliste      | Lieu de la finale        |
| ----------------- | ------------- | ----- | -------------- | ------------------------ |
| 28 janvier 2018   | Lions de Lyon | 2 - 0 | Rapaces de Gap | AccorHotels Arena, Paris |

## Prix et récompenses de la Ligue Magnus
- Trophée Charles-Ramsay
  - 2017 : Samuel Takáč

- Trophée Jean-Ferrand
  - 2017 : Matija Pintarič

- Trophée Albert-Hassler
  - 2018 : Julien Correia

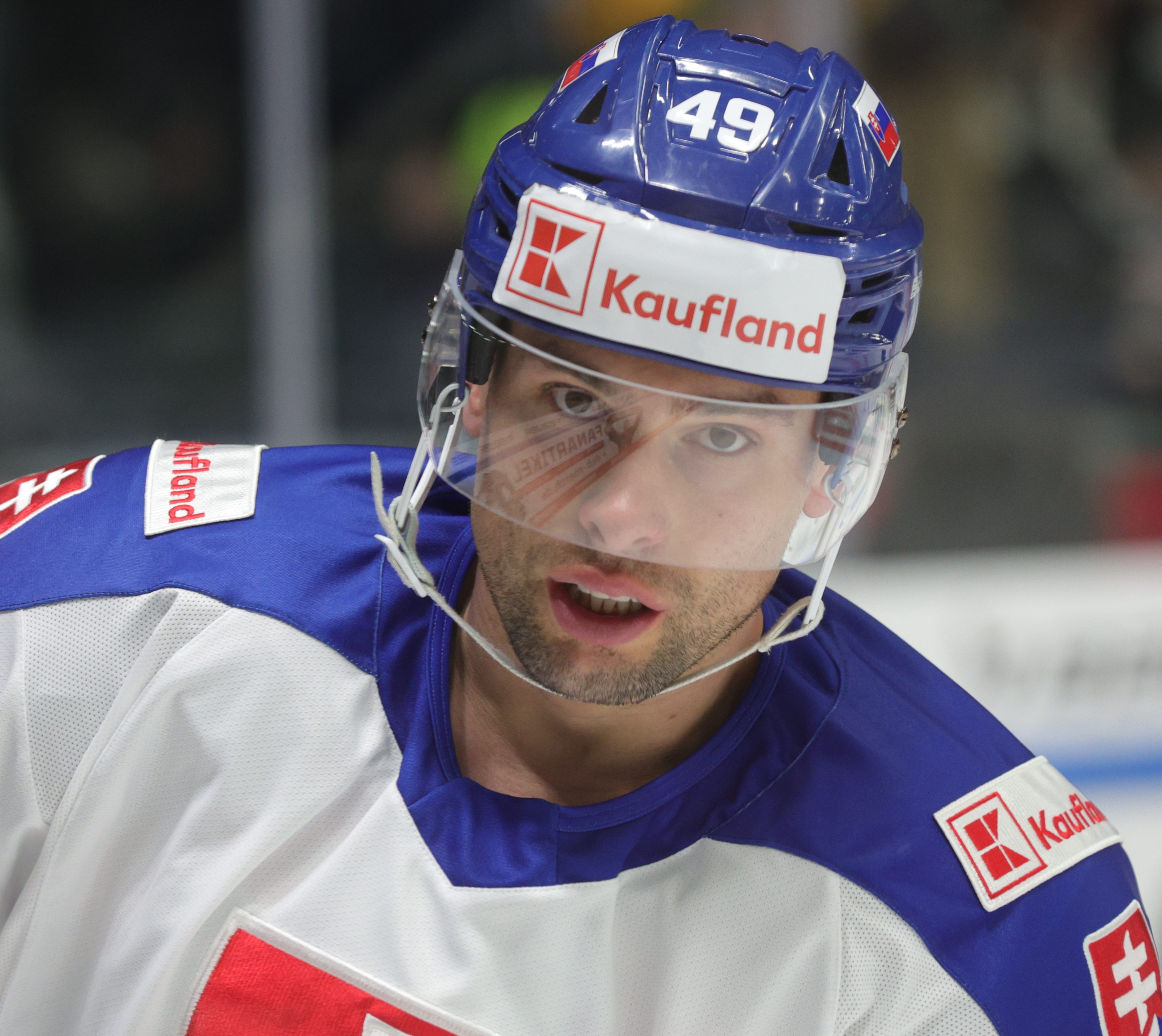
Samuel Takáč
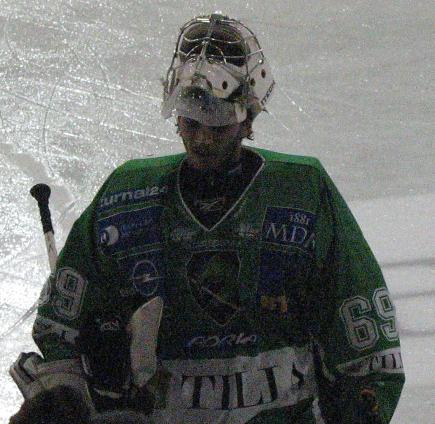
Matija Pintarič

## Bilan saison par saison
| Saison    | Division     | Phases                                                            | Résultats                                            | Classement final                                                              |
| --------- | ------------ | ----------------------------------------------------------------- | ---------------------------------------------------- | ----------------------------------------------------------------------------- |
| 1997-1998 | Ligue élite  | Saison régulière Quart-de-finale Demi-finale Match 3e place       | 3e/10 Chamonix Amiens Rouen                          | 3e                                                                            |
| 1998-1999 | Ligue élite  | Saison régulière Quart-de-finale Demi-finale Match 3e place       | 5e/10 Angers Reims Grenoble                          | 3e                                                                            |
| 1999-2000 | Ligue élite  | Saison régulière Quart-de-finale                                  | 7e/9 Caen                                            | 7e · Liquidation judiciaire                                                   |
| 2000-2001 | Division 3   | Zone sud-est Poule finale est Poule finale                        | 1er/6 1er/6 3e/4                                     | 44e · Montée en D2                                                            |
| 2001-2002 | Division 2   | Poule Sud Poule pour la vingt-et-unième place                     | 11e/12 2e/4                                          | 43e                                                                           |
| 2002-2003 | Division 2   | Poule Sud Poule finale                                            | 2e/8 3e/8                                            | 34e · Montée en D1 (repêchage)                                                |
| 2003-2004 | Division 1   | Poule Sud Poule de maintien                                       | 6e/8 2e/8                                            | 25e                                                                           |
| 2004-2005 | Division 1   | Poule Sud Poule finale                                            | 4e/8 8e/8                                            | 23e                                                                           |
| 2005-2006 | Division 1   | Poule Sud Poule finale Barrages                                   | 7e/8 7e/8 Bordeaux                                   | 29e · descente en Division 2                                                  |
| 2006-2007 | Division 2   | Poule Sud Poule de maintien                                       | 5e/8 1er/8                                           | 39e                                                                           |
| 2007-2008 | Division 2   | Poule Est Huitième de finale Quart-de-finale Demi-finale Finale   | 1er/10 Cherbourg Mont-Blanc II Mulhouse Nice         | 30e                                                                           |
| 2008-2009 | Division 2   | Poule Sud Huitième de finale Quart-de-finale Demi-finale 3e place | 2e/10 Champigny-sur-Marne Toulouse Brest Cholet      | 32e                                                                           |
| 2009-2010 | Division 2   | Poule A Huitième de finale Quart-de-finale                        | 2e/10 Wasquehal Anglet                               | 35e                                                                           |
| 2010-2011 | Division 2   | Poule B Huitième de finale Quart-de-finale Demi-finale Finale     | 2e/10 Clermont-Ferrand Evry Annecy Dunkerque         | 30e · Montée en D1                                                            |
| 2011-2012 | Division 1   | Saison régulière Quart-de-finale                                  | 6e/14 6e/8 Brest                                     | 6e                                                                            |
| 2012-2013 | Division 1   | Saison régulière Quart-de-finale Demi-finale Finale               | 2e/14 Dunkerque Bordeaux 2e/8 Brest                  | 2e                                                                            |
| 2013-2014 | Division 1   | Saison régulière Quart-de-finale Demi-finale Finale               | 1er/14 Cholet Neuilly-su-Marne Bordeaux              | Vainqueur · Montée en ligue Magnus                                            |
| 2014-2015 | Ligue Magnus | Saison régulière Play-Down                                        | 13e/14 Caen                                          | Maintien en ligue Magnus                                                      |
| 2015-2016 | Ligue Magnus | Saison régulière Poule de maintien                                | 12e/14 13e/14                                        | Maintien en ligue Magnus à la suite de la fusion des clubs de Chamonix et MAG |
| 2016-2017 | Ligue Magnus | Saison régulière Quart-de-finale                                  | 5e/12 Bordeaux                                       | 5e                                                                            |
| 2017-2018 | Ligue Magnus | Saison régulière Quart-de-finale                                  | 5e/12 Rouen                                          | 5e Vainqueur de la Coupe de France                                            |
| 2018-2019 | Ligue Magnus | Saison régulière Poule de maintien                                | 9e/12 11e/12                                         | Finaliste de la Coupe de France · Rétrogradation en D3                        |
| 2019-2020 |              |                                                                   |                                                      | Pas d'équipe à la suite d'une liquidation judiciaire                          |
| 2020-2021 | Division 3   |                                                                   |                                                      | Saison arrêtée                                                                |
| 2021-2022 | Division 3   | Poule C Huitième-de-finale Quart-de-finale                        | 1er/8 Dijon Anglet II                                |                                                                               |
| 2022-2023 | Division 3   | Poule D Huitième-de-finale Quart-de-finale Carré final            | 1er/8 Toulon Cergy-Pontoise II 2e/4                  | Montée en D2                                                                  |
| 2023-2024 | Division 2   | Poule B Huitième-de-finale Quart-de-finale Demi-finale            | 8e/10 Paris Montpellier Villard-de-Lans              |                                                                               |
| 2024-2025 | Division 2   | Poule B Huitième-de-finale Quart-de-finale Demi-finale Finale     | 1er/10 Rouen II La Roche-sur-Yon Valence Montpellier | Vainqueur · Montée en D1                                                      |

## Joueurs

### Les capitaines
Voici la liste des capitaines de l'histoire du Lyon Hockey Club :
| Période     | Nom du (des) joueur(s)            | Nationalité(s)    |
| ----------- | --------------------------------- | ----------------- |
| 2004-2005   | Pavel Prochazka                   | Tchéquie          |
| 2005-2006   | Roch Chevalier                    | France            |
| 2006-2007   | Sylvain Roy                       | France            |
| 2007-2010   | Kim Wikström                      | Finlande          |
| 2010-2011   | Damien Croux                      | France            |
| 2011-2015   | Martin Millerioux                 | France            |
| 2015-2016   | Mitja Šivic puis Jonathan Laberge | Slovènie - Canada |
| 2016-2017   | Jakob Milovanovič                 | Slovénie          |
| 2017-2019   | Thomas Roussel                    | France            |
| 2020-2022   | Frédéric Figon-Gage               | France            |
| 2022-2023   | Florian Portier                   | France            |
| depuis 2023 | Slavomir Tomko                    | Slovaquie         |

### Effectif
| No    | Nom                  | Nat. | Position       | Arrivée       |
| ----- | -------------------- | ---- | -------------- | ------------- |
| +032, | Maxence Barbaret     |      | Gardien de but |               |
| +001, | Clément Ginier       |      | Gardien de but |               |
| +070, | Sidney David-Thivent |      | Gardien de but | Formé au club |
| +065, | Joris Rama – A       |      |                |               |
| +005, | Marcell Szélig       |      | Défenseur      |               |
| +022, | Evan Andraud         |      | Défenseur      |               |
| +012, | Clément Guennelon    |      | Défenseur      |               |
| +062, | Victor Fournier      |      | Défenseur      |               |
| +042, | Slavomir Tomko – C   |      | Défenseur      |               |
| +039, | Deni Elabiyev        |      | Défenseur      |               |
| +097, | William Lamothe      |      | Défenseur      |               |
| +006, | Romain Ginier        |      | Ailier         |               |
| +013, | Rocco Andreacchi     |      | Attaquant      | {{{6}}}       |
| +069, | Enzo Baravaglio      |      | Attaquant      |               |
| +066, | Mattéo Baravaglio    |      | Ailier         |               |
| +011, | Rémi Mouret          |      | Centre         |               |
| +021, | Lucas Chautant – A   |      | Ailier         |               |
| +025, | Aloïs Franzino       |      | Attaquant      |               |
| +028, | Erwan Plantrou       |      | Attaquant      |               |
| +029, | Ranel Vafin          |      | Attaquant      |               |
| +019, | Damian Raczka        |      | Attaquant      |               |
| +023, | Miska Varjosaari     |      | Attaquant      |               |
| +055, | Flavien Fondadouze   |      | Centre         |               |
| +018, | Benjamin Robert      |      | Attaquant      |               |
| +023, | Radovan Cutt         |      | Attaquant      |               |
| +017, | Noa Nsonsa-Kitala    |      | Attaquant      |               |
| +009, | Grégoire Gonnard     |      | Attaquant      |               |